# Karagöz
Karagöz – turecki teatr cieni, także występująca w nim główna postać.
Jest jednym z rodzajów tradycyjnego ludowego teatru. Jego technika polega na animacji płaskich figurek-szablonów (tasvir) przylegających do ekranu dzięki prostopadle ustawionym drążkom, ożywianych przez światło lampek oliwnych (obecnie żarówek) ustawionych z tyłu batystowego lub jedwabnego ekranu (ayna). Figurki są wykonane ze specjalnej ażurowej skóry i przedstawiają postać z profilu, a operuje nimi animator (hayalcı) w asyście pomocnika (çırak). Pochodzenie tego teatru jest najczęściej wiązane z przybyciem do Azji Mniejszej ludów tureckich, które z kolei przejęły tę formę teatru z Chin, jednak według legendy jego twórcą był Şeyh Kûşteri z Bursy, który wskrzesił na ekranie postacie dwóch dowcipnisiów – murarza i kowala – straconych na rozkaz sułtana w XIV wieku. Rozwój karagözu wiązał się z sufizmem i przypadł na XV–XVIII w. Początkowo przedstawienia odbywały się w seraju, w XVII w. karagöz stał się również rozrywką mieszczan, osiągając w XVIII w. swój klasyczny kształt. Poszerzony kanon postaci zmienił dydaktyczno-mistyczny dotychczas charakter tego teatru, który stał się satyryczno-polityczną burleską opartą na komizmie słownym. Do drugiej połowy XX w. karagöz przetrwał jako rozrywka dla dzieci. W karagözie występuje dwóch protagonistów: wulgarny ale sympatyczny prostak Karagöz i uprzejmy mądrala Hacıvat, a także stały zestaw drugoplanowych postaci – stereotypowe karykatury przeciwstawnych typów ludzkich. Spektakl karagözu składa się ze stałych sekwencji: prologu (mukademme) stanowiącego zapowiedź spektaklu (pojawienie się gőstermelik – elementu dekoracji pełniącego funkcję plakatu), kroczenia Hacıvata, wykonującego melorecytację, klasyczny wiersz typu sema-i, recytacji przez Hacıvata „gazelu otwarcia” (perde gazeli), wejścia Karagöza i dialogu protagonistów (muhavere), sztuki właściwej (fasl-ı taklit) i epilogu (bitiş). W XVI w. spektakle składały się z luźnych epizodów, z których w XVII w. zaczęto budować fabułę. Repertuar składa się ze stałych schematów fabularnych zawierających improwizację i aluzje polityczne. W klasycznym zestawie istniało ok. 30 pozycji na kolejne wieczory Ramadanu (m.in. Krwawa Nigâr, Wycieczka do Yalova, Karagöz panną młodą). Jako forma teatru popularnego jest pod wieloma względami podobny do tureckiego odpowiednika commedia dell'arte (orta oyunu).